# Gigante (Kolumbien)
Gigante ist eine Gemeinde (municipio) im Departamento Huila in Kolumbien.

## Geografie
Gigante liegt in Huila, in der Subregion Subcentro, 84 km von Neiva entfernt auf einer Höhe von 808 m ü. NN und hat eine Durchschnittstemperatur von 24 °C. Das Gebiet der Gemeinde liegt im Tal des Oberlaufes des Río Magdalena zwischen dem Berg Cerro Matambo und der Ostkordillere der kolumbianischen Anden gehört. Die Gemeinde grenzt im Norden an Hobo und Algeciras, im Süden an Garzón, im Osten an Algeciras sowie an El Paujil im Departamento del Caquetá und im Westen an Agrado, Paicol, Tesalia und Yaguará.

## Bevölkerung
Die Gemeinde Gigante hat 25.127 Einwohner, von denen 9943 im städtischen Teil (cabecera municipal) der Gemeinde leben (Stand: 2022).

## Geschichte
Es existierte bereits seit mindestens 1698 ein Dorf auf dem Gebiet der heutigen Gemeinde Gigante. Als Gründungsdatum wird aber allgemein 1782 angesehen, als ein Papier unterzeichnet wurde, dass eine intensivere Bebauung des Ortsgebietes erlaubte. Seit 1789 hat Gigante den Status einer Gemeinde. Der Ursprung des Namens ist ungeklärt, es gibt aber drei Theorien: Entweder geht der Name auf den Fund eines Mammutskeletts in der Region zurück oder er leitet sich vom Namen einer Hazienda ab, die diesen Namen trug, oder er bezieht sich auf den Berg Cerro Matambo, dessen Form an das Perfil eines Riesen erinnert.

## Wirtschaft
Die wichtigsten Wirtschaftszweige von Gigante sind Landwirtschaft (insbesondere Kaffee) und Tierhaltung (Rinder, Milchkühe und Schweine) sowie Teichwirtschaft. Zudem wird Erdöl gefördert.

## Söhne und Töchter der Stadt
- Ismael Perdomo Borrero (1872–1950), Erzbischof von Bogotá (1928–1950), Bischof von Ibagué (1903–1923) und Titularerzbischof von Traianopolis in Rhodope (1923–1928)